# Lielvārde
Lielvārde (avant 1919 : Lennewarden) est une ville lettonne dans le Vidzeme. Depuis 2009, elle fait partie du Lielvārdes novads (anciennement district d’Ogre) et Lielvārdes pagasts dont elle est le centre administratif. Sa population était de 6 160 habitants en 2014.

## Histoire
L’endroit, appelé alors en letton « Montagne des dieux » (Dievukalns), a été fondé autour d’une forteresse balte construite sur les bords de la Dvina (Düna en allemand, Daugava en letton), à la limite du pays des Lives, selon la Heinrici Cronicon Livoniæ, ou Chronique d’Henri de Livonie. Celle-ci est prise par Albert de Buxhoeveden en 1201 et dénommée Lennewarden.
L’archevêque de Riga fait ériger une forteresse de pierre en 1229 dont on peut encore admirer les ruines aujourd’hui. Lorsque la région est sous souveraineté suédoise, on ouvre une école paroissiale dans le village. Près de 70 % de la population du village est victime de la grande épidémie de peste de 1710, l’une des dernières d’Europe. 10 ans plus tard, la région entre dans l’Empire russe selon le Traité de Nystad.
L’ouverture de la ligne de chemin de fer Riga-Dünaburg en 1860 fait profiter la région et Lennewarden augmente sa population. Cependant le bourg est détruit pendant l’affrontement des troupes impériales russes et de l’armée allemande du Kaiser pendant la Grande Guerre. Les propriétaires d’origine allemande sont expropriés, en 1919, et le bourg reconstruit à l’indépendance de la Lettonie. Il prend son appellation désormais officielle de Lielvārde.
Le secrétaire local letton du parti communiste de Lettonie, Edgar Kauliņš (1903-1979), joue un certain rôle à partir de 1940, lorsque les troupes de l’Armée rouge font leur entrée à Lielvarde en 1940. Il fait déporter en Sibérie des petits propriétaires, ainsi que des fermiers lettons suspects d’anticommunisme. Quand l’année suivante la région est envahie par les armées du Troisième Reich, il prend la fuite. L’URSS chasse les nazis en été 1944. Kauliņš, qui, en tant que secrétaire du parti communiste de la ville, a une fonction équivalente à celle de maire, inaugure, en 1948, un nouveau kolkhoze dénommé Lāčplēsis (en français « Le Tueur d’ours ») qu’il organise. Le kolkhoze a cessé d'exister en 1992, après l'indépendance du pays. Il était célèbre en Lettonie de l'époque pour la bière qu’il produisait. Cette bière a été achetée par le groupe danois Royal Unibrew en 2005.
Une base de la protection aérienne soviétique est construite ici en 1970. Elle appartient depuis 1994 à l’armée de Lettonie devenue indépendante en 1990.
Lielvārde a acquis le statut de ville en 1992.

## Tourisme dans Lielvārdes pagasts
- Ancienne forteresse
- Musée d’Andrejs Pumpurs
- Parc national de Lielvarde
- Cascade de Rumbinas (1,8 m de hauteur)
- Jardin des sculptures dans le parc